# Mataparent belltintat
El mataparent belltintat (Rubroboletus pulchrotinctus), és el mataparent d'esponja roja que tarda més temps en manifestar aquest color ja que, fins etapes molt tardanes els porus, groc viu, no esdevenen vermellosos. És un mataparent de terra baixa, proper al mataparent de Satanàs (Rubroboletus satanas).

## Morfologia
Barret de fins a 20 cm de diàmetre; de jove globós, més tard convex i finalment pla convex; superfície llisa, seca, de gris ocràcia a beix blanquinós però de rosa a rosa viu en el marge o, gradualment, en gairebé la meitat del barret; la superfície del barret no blaveja al frec; marge involut.
Tubs inicialment groc llimona, grocs en madurar; blavegen al tall i al frec; porus fins, groc viu durant molt de temps, només esdevenen ataronjats quan el bolet és completament madur; blavegen a la pressió.
Cama clavada; el mateix color del barret, de groc a groc viu a la part superior i més rosa cap al peu, algun cop tot ella groga; amb un reticle fi, rosa; blaveja al frec.
Carn groc pàl·lid en el jove, de groguenca a blanquinosa en madurar, pot mantenir una línia vermella o rosa sota la cutícula; blaveja al tall, preferentment al barret; olor i tast gens apreciables.

## Hàbitat
Molt rar, tot i que probablement confós amb el mataparent de Satanàs; des de l'estiu a la tardor; només en sòls calcaris; termòfil; des de l'estatge submontà a la terra baixa; en boscos de planifolis, en rouredes de roure martinenc (Quercus pubescens), en carrascars i alzinars.

## Comentaris
Melzer + carn: Negatiu, sense reacció amiloide en la carn de la cama.
Sol créixer vora el mataparent de Satanàs (Rubroboletus satanas), el mataparent de llop (Rubroboletus lupinus) i el mataparent lívid (Suillellus luridus). Cap d'ells té els porus de color groc viu durant molt de temps com succeeix en el mataparent belltintat. El mataparent de Satanàs té la superfície del peu rosa; el mataparent de llop té el barret més rosa i no disposa de reticle sobre la cama; el mataparent lívid té la cama groga amb un reticle vermell.